# Amphiplaga brachyptera
Amphiplaga brachyptera è un pesce osseo estinto, appartenente ai percopsiformi. Visse nell'Eocene inferiore (circa 52 milioni di anni fa) e i suoi resti fossili sono stati ritrovati in Wyoming.

## Descrizione
Questo pesce era di piccole dimensioni, e solitamente non superava la lunghezza di 10 - 14 centimetri. Il corpo era di forma slanciata, la testa oblunga e gli occhi grandi. La bocca era moderatamente alta e corta. La pinna dorsale si originava poco prima della metà del corpo, ed era relativamente alta e arrotondata. Le pinne pettorali e pelviche erano molto ravvicinate, con queste ultime molto spostate in avanti. La pinna anale era lunga e arrotondata, mentre la pinna caudale era profondamente incavata.

## Classificazione
Amphiplaga brachyptera venne descritto per la prima volta da Edward Drinker Cope nel 1877, sulla base di fossili ritrovati in Wyoming, nella famosa formazione di Green River. I fossili di Amphiplaga sono stati ritrovati nella zona in cui vi era l'antico lago di Fossil Lake, mentre quelli di una forma simile (Erismatopterus) sono stati ritrovati nella zona dell'antico lago Gosiute.
Amphiplaga ed Erismatopterus sono tra i più antichi rappresentanti dei percopsiformi, un gruppo di pesci vagamente simili a trote o a persici, attualmente diffusi nelle acque dolci del Nordamerica. Inizialmente classificati nella famiglia Erismatopteridae, Amphiplaga ed Erismatopterus sono stati in seguito avvicinati ai cosiddetti "persici pirata" (famiglia Aphredoderidae) e poi inclusi nei Percopsidae, attualmente rappresentati dal solo genere Percopsis.

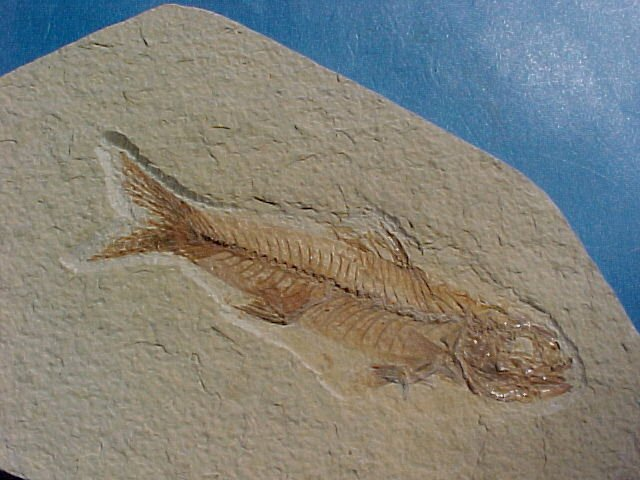
Fossile di Amphiplaga brachyptera

## Paleoecologia
Amphiplaga doveva essere piuttosto abbondante in fresche correnti dall'acqua dolce, come l'attuale Percopsis. I fossili ritrovati nel Fossil Lake non sono particolarmente abbondanti, probabilmente a causa delle acque eccessivamente calde del lago. Amphiplaga si nutriva probabilmente di insetti, ostracodi e zooplancton.